# Jean-François de Beauvau du Rivau
Pour les articles homonymes, voir Beauvau du Rivau et Beauvau.
Gilles-Jean-François de Beauvau du Rivau, né en 1652 à Tours et mort le 7 septembre 1717, est un prélat français du XVIIe siècle et du début du XVIIIe.

## Biographie
Il est issu de l'illustre famille de Beauvau, fils de François, marquis de Beauvau, et de Françoise Louise de La Baume Le Blanc. Il est le petit-neveu de l'évêque Gabriel de Beauvau, mais aussi le cousin de Pierre-François de Beauvau du Rivau, évêque de Sarlat, et de René François de Beauvau du Rivau, évêque de Bayonne. 
Jean-François de Beauvau est fait évêque de Nantes  à 25 ans en 1677, en succession de son oncle Gilles de La Baume Le Blanc de La Vallière, frère de sa mère qui résigne son siège en sa faveur, mais il n'est consacré qu'en 1679. 
Il reçoit de Louis XIV la commende de Saint-Michel du Tréport, le 3 juin 1702 mais resta indifférent à ce qui se passait dans son abbaye. 
Au début de son épiscopat jusqu'en 1711, il se montre indulgent vis-à-vis des jansénistes et des gallicans. Il meurt à Nantes le 7 septembre 1717. On conserve son sceau.